# مسجد ألاصونية
مسجد ألاصونية (باليونانية: Τζαμί Ελασσόνας)‏ أو مسجد محرم باشا، هو مسجد عثماني في ألاصونية، ثيساليا، اليونان، يعود تاريخه إلى القرن السابع عشر/الثامن عشر.
يتكون المسجد- وهو مبنى عادي وبسيط جداً- من قاعة صلاة واحدة مربعة الشكل. وتغطيه قبة ترتكز على قبة مثمنة ترتكز على حنية كروية. الجدران مبنية بخشونة مع مجموعة غير منتظمة من الطوب. قاعة الصلاة مضاءة بـ 16 نافذة موزعة على صفين. النوافذ مؤطرة بإطارات من الجبس من الداخل. المحراب مزينبمقرنصات بسيطة. كان يوجد رواق خشبي فوق المدخل، وكانت هناك شرفة خشبية أمام البوابة. تم محو نقش المؤسس الموجود فوق المدخل. وكانت هناك مئذنة قائمة في الزاوية الشمالية الغربية، لكنها انهارت في 1961.
تم تنفيذ العمل لتحسين الاستقرار الهيكلي، لكن المبنى ليس مفتوحًا للجمهور. لبعض الوقت، تم استخدام المبنى لتخزين أجزاء من مجموعة ألاصونية الأثرية.